# Jeffrey Hunter
Jeffrey Hunter (* 25. November 1926 in New Orleans; † 27. Mai 1969 in Los Angeles, eigentlich Henry Herman McKinnies, Jr.) war ein US-amerikanischer Schauspieler.

## Leben
Hunter wuchs in Milwaukee auf, wo er bereits als Teenager in einem der lokalen Theater spielte. Während des Zweiten Weltkriegs diente er in der Navy, später studierte er an der Northwestern University in der Nähe von Chicago. Im Jahr 1950 wurde ihm ein Zweijahresvertrag mit dem Studio 20th Century Fox angeboten. Sein Spielfilmdebüt erfolgte im Jahr 1950 im Film Julius Caesar an der Seite von Charlton Heston.
In der ersten Hälfte der 1950er-Jahre gelang es Hunter, sich in größeren Nebenrollen und gelegentlichen Hauptrollen als jugendlicher Sympathieträger zu etablieren. 1953 nahm Hunter peripher an der Unterhaltungssendung This Is Your Life teil, um geflissentlich den Hauptgast, Hanna Kohner, ins Studio zu locken.
Eine seiner bemerkenswertesten Rollen spielte Hunter 1956 als Martin Pawley in John Fords Western Der Schwarze Falke an der Seite von John Wayne. Für die Darstellung bekam er exzellente Kritiken und war an einem Novum der Filmgeschichte beteiligt: Erstmals wurde ein Film durch ein im Fernsehen ausgestrahltes, mehrteiliges Making-of beworben, eingeleitet durch einen Fernsehauftritt Hunters. Mit John Ford arbeitete Hunter später erneut bei den Filmen Das letzte Hurra (1958) und Der schwarze Sergeant (1960) zusammen.
Einen seiner größten Erfolge erzielte Jeffrey Hunter mit seiner Verkörperung des Jesus Christus in Nicholas Rays Monumentalfilm König der Könige im Jahr 1961. Im darauffolgenden Jahr wirkte er am starbesetzten Kriegsfilm Der längste Tag mit. Im Verlaufe der 1960er-Jahre ließen die Kinoangebote für Hunter zunehmend nach, und er arbeitete vermehrt für das Fernsehen. Von 1963 bis 1964 hatte er die Hauptrolle in der Westernserie Temple Houston inne.
Hunter ist auch dafür bekannt, der erste Darsteller des Captains des Raumschiffs Enterprise gewesen zu sein. Er spielte die Figur des Christopher Pike jedoch nur 1964 in der erst am 24. Dezember 1988 im Rahmen eines Specials ausgestrahlten Pilotfolge Der Käfig. Weil das Konzept der Serie dem Sender NBC zu anspruchsvoll war, wurde ein neuer Pilotfilm in Auftrag gegeben. Hunter entschied sich aber dagegen, Captain Pike auch in der nachfolgenden Serie zu spielen, da er sich nicht an eine Fernsehserie binden und stattdessen seine Kinokarriere wieder vorantreiben wollte. Daher wurde schließlich William Shatner in der Rolle des Captain Kirk eingeführt.
Hunter widmete sich wieder seiner Filmkarriere, konnte aber nicht an seine früheren Erfolge anknüpfen. In seinen letzten Lebensjahren folgten vor allem Engagements in billigen europäischen Western. Während der Dreharbeiten des Films ¡Viva América! in Spanien 1969 wurde Hunter bei einer Explosion im Gesicht verletzt. Später schlug er im Laufe von Kampfsportübungen mit einem alten Freund, einem ehemaligen britischen Commando, unglücklich mit dem Hinterkopf gegen eine Tür. Auf dem Rückflug in die Vereinigten Staaten zeigte sein rechter Arm plötzlich Lähmungserscheinungen, und Hunter hatte Sprachstörungen. Er wurde direkt nach der Landung in ein Krankenhaus in Los Angeles eingeliefert. Hunter erholte sich zunächst und wurde nach ein paar Wochen entlassen. Kurz nach dem Unterzeichnen des Vertrages als einer der Hauptdarsteller des Films Desperados mit Vince Edwards erlitt Hunter jedoch eine Hirnblutung, wobei er zugleich eine Treppe hinunterfiel und einen Schädelbruch erlitt. Dort wurde er erst nach einiger Zeit gefunden. Hunter starb am folgenden Tag im Alter von 42 Jahren während der Operation, die seinen Schädelbruch beheben sollte, ohne das Bewusstsein wiedererlangt zu haben.
Er war insgesamt dreimal verheiratet. Seine erste Ehefrau (1950–1955) war die Schauspielerin Barbara Rush, mit der er einen Sohn hatte. Aus der Ehe mit Joan Bartlett (1957–1967) gingen zwei Kinder hervor, ein weiteres Kind wurde adoptiert. An ihn erinnert ein Stern auf dem Hollywood Walk of Fame in der Kategorie Fernsehen.

## Filmografie
- 1950: Julius Caesar (im Abspann nicht genannt)
- 1951: Call Me Mister
- 1951: Vierzehn Stunden (Fourteen Hours)
- 1951: Froschmänner (The Frogmen)
- 1951: Take Care of My Little Girl
- 1952: Die Feuerspringer von Montana (Red Skies of Montana)
- 1952: Im Dutzend heiratsfähig (Belles on Their Toes)
- 1952: Lockruf der Wildnis (Lure of the Wilderness)
- 1952: Casanova wider Willen (Dreamboat)
- 1953: Sailor of the King (Single-Handed)
- 1954: Drei aus Texas (Three Young Texans)
- 1954: Prinzessin vom Nil (Princess of the Nile)
- 1955: Die weiße Feder (White Feather)
- 1955: Sieben Reiter der Rache (Seven Angry Men)
- 1955: Die sieben goldenen Städte (Seven Cities of Gold)
- 1956: Der Schwarze Falke (The Searchers)
- 1956: The 20th Century-Fox Hour (Fernsehserie, Folge 1x17 The Empty Room)
- 1956: Die Furchtlosen (The Proud Ones)
- 1956: In geheimer Mission (The Great Locomotive Chase)
- 1956: Ein Kuß vor dem Tode (A Kiss Before Dying)
- 1957: Schieß oder stirb! (Gun for a Coward)
- 1957: Rächer der Enterbten (The True Story of Jesse James)
- 1957: Die Spur zum Gold (The Way to the Gold)
- 1957: Fenster ohne Vorhang (No Down Payment)
- 1955–1957: Climax! (Fernsehserie, zwei Folgen)
- 1957: Der Ring der Gejagten (Count Five and Die)
- 1958: Das letzte Hurra (The Last Hurrah)
- 1958: Hölle, wo ist dein Schrecken (In Love and War)
- 1958: Pursuit (Fernsehserie, Folge 1x05 Kiss Me Again, Stranger)
- 1960: Destiny, West! (Fernsehfilm)
- 1960: Der schwarze Sergeant (Sergeant Rutledge)
- 1960: Stoßtrupp Saipan (Hell to Eternity)
- 1960: Die Wölfe von Los Angeles (Key Witness)
- 1961: Die Menschenfalle (Man-Trap)
- 1961: König der Könige (King of Kings)
- 1961: Checkmate (Fernsehserie, Folge 2x04 Waiting for Jocko)
- 1962: Hölle auf Guam (No Man Is an Island)
- 1962: Der längste Tag (The Longest Day)
- 1962: Alfred Hitchcock zeigt… (The Alfred Hitchcock Hour, Fernsehserie, Folge 8x02 Don’t Look Behind You)
- 1962: Im wilden Westen (Death Valley Days, Fernsehserie, Folge 11x03 Suzie)
- 1962: Combat! (Fernsehserie, Folge 1x03 Lost Sheep, Lost Shepherd)
- 1963: Das Gold der Cäsaren (Oro per i Cesari)
- 1963: The Man from Galveston
- 1963–1964: Temple Houston (Fernsehserie)
- 1963–1964: Bob Hope Presents the Chrysler Theatre (Fernsehserie, zwei Folgen)
- 1964: Raumschiff Enterprise (Star Trek, Fernsehserie, Folge 1x00 Der Käfig)
- 1964: Murietta – Geißel von Kalifornien (Joaquín Murrieta)
- 1965: Das teuflische Spiel (Brainstorm)
- 1965: Stunde der Entscheidung (Kraft Suspense Theatre, Fernsehserie Folge 2x28 The Trains of Silence)
- 1966: Raumschiff Enterprise (Star Trek, Fernsehserie, 1. Staffel, Folgen 11+12 Talos IV-Tabu – Teil 1+2 als Captain Christopher Pike)
- 1966: Strange Portrait
- 1966: Journey Into Fear (Fernsehserie, Folge Seller’s Market)
- 1966: The Legend of Jesse James (Fernsehserie, Folge 1x32 A Field of Wild Flowers)
- 1966: Dimension 5
- 1966: Daniel Boone (Fernsehserie, Folge 3x11 Das Indianerhaus)
- 1966: Bruce Lee – Das Geheimnis der grünen Hornisse (The Green Hornet, Fernsehserie, Folge 1x14 Freeway to Death)
- 1966: Joe Navidad
- 1967: Die Monroes (The Monroes, Fernsehserie, Folge 1x22 Wild Bull)
- 1967: Die Hexe ohne Besen (Una bruja sin escoba)
- 1967: Leitfaden für Seitensprünge (A Guide for the Married Man)
- 1967: Ein Tag zum Kämpfen (Custer of the West)
- 1967–1969: Nachdenkliche Geschichten (Insight, Fernsehserie, zwei Folgen)
- 1968: Wo bitte gibt’s Bier an der Front? (The Private Navy of Sgt. O’Farrell)
- 1968: Ringo, such dir einen Platz zum Sterben (Joe… cercati un posto per morire!)
- 1965–1968: FBI (The F.B.I., Fernsehserie, zwei Folgen)
- 1968: Frau Wirtin hat auch einen Grafen
- 1969: Die Wahrheit über Frank Mannata (La vera storia di Frank Mannata)
- 1969: Super Colt 38